# Thaumasura rubrofemoralis
Thaumasura rubrofemoralis is een vliesvleugelig insect uit de familie Pteromalidae. De wetenschappelijke naam is voor het eerst geldig gepubliceerd in 1900 door Ashmead.